# Corredor d'ales bronzades
El corredor d'ales de brozades (Rhinoptilus chalcopterus) és una espècie d'ocell de la família dels glareòlids (Glareolidae) que habita zones arborades poc denses de l'Àfrica Subsahariana, estant absent de les zones molt àrides del nord-est i sud-oest, i de les zones de selva humida d'Àfrica central i Occidental.